# Boarmia barretti
Boarmia barretti là một loài bướm đêm trong họ Geometridae.